# کیم جی-سو
این یک نام کره‌ای است؛ نام خانوادگی کیم است.
کیم جی-سو (کره‌ای: 김지수؛ زادهٔ ۲۴ دسامبر ۲۰۰۴) بازیکن فوتبال اهل کره جنوبی است.
که در باشگاه فوتبال برنتفورد در پست مدافع بازی می‌کند.
از باشگاه‌هایی که در آن بازی کرده‌است می‌توان به باشگاه فوتبال سئونگنام اشاره کرد.
وی همچنین در تیم‌ ملی فوتبال کره جنوبی بازی کرده‌است.